# Bertil Karlsson (fotbollsspelare)
Erik Bertil "Iffa" Karlsson, född 13 juni 1899 i Eskilstuna, död 4 mars 1976 i Eskilstuna, var en svensk fotbollsspelare.
Karlsson representerade i många år IFK Eskilstuna. Han var med när klubben vann SM-guld 1921, och sedan Allsvenskan hade grundats 1924 spelade han för IFK i Allsvenskan 1924/1925–1928/1929 och 1930/1931–1935/1936. Sammanlagt gjorde han 131 allsvenska matcher (80 mål) för klubben.
Åren 1921–1930 spelade Karlsson sex A-landskamper (fem mål) för Sverige.